# Vincent Damphousse
Vincent Francois Damphousse (* 17. prosince 1967) je bývalý kanadský hokejista, který hrával v National Hockey League v letech 1986 až 2004

## Hráčská kariéra

### Klubová kariéra
Jako junior se prosadil v Quebec Major Junior Hockey League a v roce 1986 byl draftován z celkově 6. místa týmem Toronto Maple Leafs. Tam také vstoupil do NHL a odehrál pět sezón, poté jednu sezónu za Edmonton Oilers. Během působení v Montreal Canadiens pomohl týmu k vítězství ve Stanley Cupu v sezóně 1992/1993. V Montrealu odehrál své nejproduktivnější roky, jeho sezónními maximy bylo 97 bodů v sezóně 1992/1993 a 40 gólů o rok později. Během výluky v NHL v ročníku 1994/1995 působil krátce v německé lize. Od roku 1998 hrával za San Jose Sharks. Poslední profesionální smlouvu podepsal 19. srpna 2004 s týmem Colorado Avalanche. Za ten však nikdy nenastoupil, sezóna 2004/2005 se nehrála a 7. září 2005 oznámil ukončení kariéry.

### Reprezentační kariéra
Kanadu reprezentoval na Světovém poháru v roce 1996, kdy s týmem ve finále podlehl Spojeným státům americkým.

## Úspěchy a ocenění
Týmové
- držitel Stanley Cupu (1993) – s Montreal Canadiens
- finále Světového poháru 1996 – s Kanadou

Individuální
- účastník NHL All-Star Game v letech 1991, 1992, 2002
- nejužitečnější hráč All-star Game 1991

## Prvenství
- Debut v NHL – 9. října 1986 (Toronto Maple Leafs proti Montreal Canadiens)
- První asistence v NHL – 9. října 1986 (Toronto Maple Leafs proti Montreal Canadiens)
- První gól v NHL – 6. listopadu 1986 (Minnesota North Stars proti Toronto Maple Leafs, finskému brankáři Kari Takko)
- První hattrick v NHL – 17. října 1988 (Montreal Canadiens proti Toronto Maple Leafs)

## Klubová statistika
| Sezóna       | Klub                | Soutěž       |       | Základní část | Základní část | Základní část | Základní část | Základní část |    | Play off | Play off | Play off | Play off | Play off |
| Sezóna       | Klub                | Soutěž       | Z     | G             | A             | B             | TM            | Z             | G  | A        | B        | TM       |          |          |
| 1982–83      | Bourassa Angevins   | QMAAA        | 48    | 33            | 45            | 78            | 22            | 10            | 4  | 4        | 8        | 12       |          |          |
| 1983–84      | Laval Voisins       | QMJHL        | 66    | 29            | 36            | 65            | 25            | 12            | 5  | 3        | 8        | 4        |          |          |
| 1983–84      | Laval Voisins       | MC           | —     | —             | —             | —             | —             | 3             | 0  | 0        | 0        | 4        |          |          |
| 1984–85      | Laval Voisins       | QMJHL        | 68    | 35            | 68            | 103           | 60            | —             | —  | —        | —        | —        |          |          |
| 1985–86      | Laval Titan         | QMJHL        | 69    | 45            | 110           | 155           | 72            | 14            | 9  | 28       | 37       | 12       |          |          |
| 1986–87      | Toronto Maple Leafs | NHL          | 80    | 21            | 25            | 46            | 26            | 12            | 1  | 5        | 6        | 8        |          |          |
| 1987–88      | Toronto Maple Leafs | NHL          | 75    | 12            | 36            | 48            | 40            | 6             | 0  | 1        | 1        | 10       |          |          |
| 1988–89      | Toronto Maple Leafs | NHL          | 80    | 26            | 42            | 68            | 75            | —             | —  | —        | —        | —        |          |          |
| 1989–90      | Toronto Maple Leafs | NHL          | 80    | 33            | 61            | 94            | 56            | 5             | 0  | 2        | 2        | 2        |          |          |
| 1990–91      | Toronto Maple Leafs | NHL          | 79    | 26            | 47            | 73            | 65            | —             | —  | —        | —        | —        |          |          |
| 1991–92      | Edmonton Oilers     | NHL          | 80    | 38            | 51            | 89            | 53            | 16            | 6  | 8        | 14       | 8        |          |          |
| 1992–93      | Montreal Canadiens  | NHL          | 84    | 39            | 58            | 97            | 98            | 20            | 11 | 12       | 23       | 16       |          |          |
| 1993–94      | Montreal Canadiens  | NHL          | 84    | 40            | 51            | 91            | 75            | 7             | 1  | 2        | 3        | 8        |          |          |
| 1994–95      | EC Ratingen         | DEL          | 11    | 5             | 6             | 11            | 24            | —             | —  | —        | —        | —        |          |          |
| 1994–95      | Montreal Canadiens  | NHL          | 48    | 10            | 30            | 40            | 42            | —             | —  | —        | —        | —        |          |          |
| 1995–96      | Montreal Canadiens  | NHL          | 80    | 38            | 56            | 94            | 158           | 6             | 4  | 4        | 8        | 0        |          |          |
| 1996–97      | Montreal Canadiens  | NHL          | 82    | 27            | 54            | 81            | 82            | 5             | 0  | 0        | 0        | 2        |          |          |
| 1997–98      | Montreal Canadiens  | NHL          | 76    | 18            | 41            | 59            | 58            | 10            | 3  | 6        | 9        | 22       |          |          |
| 1998–99      | Montreal Canadiens  | NHL          | 65    | 12            | 24            | 36            | 46            | —             | —  | —        | —        | —        |          |          |
| 1998–99      | San Jose Sharks     | NHL          | 12    | 7             | 6             | 13            | 4             | 6             | 3  | 2        | 5        | 6        |          |          |
| 1999–00      | San Jose Sharks     | NHL          | 82    | 21            | 49            | 70            | 58            | 12            | 1  | 7        | 8        | 16       |          |          |
| 2000–01      | San Jose Sharks     | NHL          | 45    | 9             | 37            | 46            | 62            | 6             | 2  | 1        | 3        | 14       |          |          |
| 2001–02      | San Jose Sharks     | NHL          | 82    | 20            | 38            | 58            | 60            | 12            | 2  | 6        | 8        | 12       |          |          |
| 2002–03      | San Jose Sharks     | NHL          | 82    | 23            | 38            | 61            | 66            | —             | —  | —        | —        | —        |          |          |
| 2003–04      | San Jose Sharks     | NHL          | 82    | 12            | 29            | 41            | 66            | 17            | 7  | 7        | 14       | 20       |          |          |
| Celkem v NHL | Celkem v NHL        | Celkem v NHL | 1,378 | 432           | 773           | 1,205         | 1,190         | 140           | 41 | 63       | 104      | 144      |          |          |

## Reprezentace
| Rok                       | Tým                       | Soutěž                    | Z | G | A | B | TM |
| ------------------------- | ------------------------- | ------------------------- | - | - | - | - | -- |
| 1996                      | Kanada                    | SP                        | 8 | 2 | 0 | 2 | 8  |
| Seniorská kariéra celkově | Seniorská kariéra celkově | Seniorská kariéra celkově | 8 | 2 | 0 | 2 | 8  |